# 925
925 (CMXXV) fue un año común comenzado en sábado del calendario juliano, en vigor en aquella fecha.

## Acontecimientos
- García Sánchez I accede al trono de Navarra.
- Alfonso Froilaz accede al trono de León, originándose una guerra civil.
- Alfonso IV de León accede al trono de León tras la guerra civil.
- Sancho Ordóñez accede en Santiago de Compostela al trono de Galicia.

## Nacimientos
- Judith, esposa de Enrique I, duque de Baviera.

## Fallecimientos
- Fruela II, rey de Asturias entre 910 y 925 y rey de León entre 924 y 925.
- Sancho Garcés I, rey de Pamplona entre 905 y 925.